# Michael Heaver
Michael Heaver (ur. 22 września 1989 w Cambridge) – brytyjski polityk i bloger, deputowany do Parlamentu Europejskiego IX kadencji.

## Życiorys
Kształcił się w Coleridge Community College, w Hills Road Sixth Form College i na Uniwersytecie Wschodniej Anglii. W wieku 17 lat wstąpił do Partii Niepodległości Zjednoczonego Królestwa. Odpowiadał za internetową aktywność UKIP, był też głównym doradcą prasowym Nigela Farage'a. W 2017 został współwłaścicielem i redaktorem serwisu internetowego „Westmonster”, finansowanego przez Arrona Banksa.
W 2019 dołączył do Brexit Party, nowej inicjatywy Nigela Farage'a. W wyborach w tym samym roku z listy tego ugrupowania uzyskał mandat eurodeputowanego IX kadencji.